# لارس برن
لارس برن (بالسويدية: Lars Bern)‏ هو مهندس سويدي، ولد في 21 أكتوبر 1942 في سوندسفال في السويد.